# Бобровка (Большеулуйский район)
Бобро́вка — село в Большеулуйском районе Красноярского края. Административный центр Бобровского сельсовета.

## География
Село находится в западной части края, в подтаёжно-лесостепном районе лесостепной зоны, на левом берегу реки Бобровка, на расстоянии приблизительно 13 км (по прямой) к востоку-юго-востоку (ESE) от Большого Улуя, административного центра района. Абсолютная высота — 234 м над уровнем моря.
Климат
Климат характеризуется как резко континентальный, с продолжительной морозной зимой и коротким тёплым летом. Средняя температура воздуха самого тёплого месяца (июля) составляет 17,9 °C (абсолютный максимум — 38 °C); самого холодного (января) — −18,2 °C (абсолютный минимум — −61 °C). Продолжительность безморозного периода составляет в среднем 105 дней. Среднегодовое количество атмосферных осадков составляет 474 мм, из которых 341 мм выпадает в период с апреля по октябрь.

## История
Основано в 1896 году. По данным 1926 года в селе имелось 126 хозяйств и проживало 673 человека (345 мужчин и 328 женщин). В национальном составе населения того периода преобладали русские. Функционировали школа I ступени и кожевенный завод. В административном отношении являлась центром Бобровского сельсовета Больше-Улуйского района Ачинского округа Сибирского края.

## Население
| 2010 |
| ---- |
| 203  |

Половой состав
По данным Всероссийской переписи населения 2010 года, в гендерной структуре населения мужчины составляли 50,2 %, женщины — соответственно 49,8 %.
Национальный состав
Согласно результатам переписи 2002 года, в национальной структуре населения русские составляли 93 % из 279 чел.